# Реформатская церковь Голгофы
Реформатская церковь Голгофы (англ. Calvary Reformed Church) — христианская деноминация в Уганде.
Прежнее название — Пресвитерианское евангельское братство (англ. Presbyterian Evangelical Fellowship). 

## История
Реформатская церковь Голгофы была основана в Уганде в 1993 году пастором Нельсоном Овудо (Nelson Owudo). В Кампале, Уганда, церковь насчитывает 3 общины. 

## Вероучение
Церковь не рукополагает женщин и придерживается Апостольского символа веры, Вестминстерского исповедания веры и Большого Вестминстерского катехизиса. Церковное управление – пресвитерианское.